# 三好市立大和小学校
三好市立大和小学校（みよししりつ やまとしょうがっこう）は、徳島県三好市山城町大和川にあった公立小学校。2015年（平成27年）1月4日に廃校となる。

## 沿革
- 1874年（明治7年）7月 - 下川小学校を創設。
- 1886年（明治19年）10月 - 下川簡易小学校と改称。
- 1892年（明治25年）8月 - 大和尋常小学校と改称。
- 2006年（平成18年） - 町村合併のため三好市立大和小学校となる。
- 2011年（平成23年）3月31日 - 休校となる。
- 2015年（平成27年）1月4日 - 廃校[1]。

## 校訓
- 強い子
- 考える子
- やさしい子